# 高山公通
高山 公通（日語：たかやま きみみち、1867年9月5日（慶應3年8月8日） - 1940年8月28日）為日本陸軍軍人。最終階級為陸軍中將。舊名・永井源之進。

## 生平
鹿兒島縣出身。為永井藤兵衛的二男、高山信助的養嗣子。1889年（明治22年）7月、陸軍士官學校（舊制11期）畢業、以步兵少尉任官為歩兵第23連隊付。1899年（明治32年）12月、陸軍大學校（13期）畢業。1900年（明治33年）5月、任第12師團參謀、派遣清國（駐在貴州）、任職大本營参謀、1904年（明治37年）6月、任第3軍司令部付參與日俄戰爭。任職步兵第48連隊大隊長、跟著於奉天會戰後、任官少佐派令為步兵第32連隊代理連隊長（1905.3.12－1905.6.17）。
1905年（明治38年）6月、就任後備混成第8旅團參謀長、歷任關東總督府付、第4师团參謀長。1908年（明治41年）12月、昇進步兵大佐。參謀本部付（奉天特務機關長）、任職步兵第2連隊長、1914年（大正3年）8月、進級陸軍少將就任步兵第25旅團長。
1916年（大正5年）8月、為關東總督府參謀長、1918年（大正7年）7月、進級陸軍中將就任獨立守備隊司令官。1919年（大正8年）7月、任第18师团長。1922年（大正11年）8月，待命。翌年3月，編入預備役。之後、任職關東國粹會會長。

## 親族
- 養嗣子 高山信武（陸軍大佐、陸將）